# Järpen
Järpen er et byområde og det administrative centrum i Åre kommun i Jämtlands län, Sverige. Byområdet havde 1.439 indbyggere i 2005, og ligger ved Järpströmmens munding i Liten, 25 km øst for Åre og 73 km vest for Östersund. Europavej E14 går gennem byen og Järpen Station forbinder Järpen via Mittbanan med Sundsvall i øst og Trondheim i vest.
I Järpen findes Åre Gymnasium, hvor skiløbere som Jan Ottosson og Torgny Mogren har gået, og så er der Lundhags, en virksomhed kendt for sine støvler og friluftstøj. I Järpen finder man også forskansningen Hjerpe Skans, der virkede som skanse under Karolinerne og tidligere. I årene 1905–58 var Järpen et municipalsamhälle i Undersåkers Landkommune.